# Jean Améry
Jean Améry (Viena, Austria-Hungría, 31 de octubre de 1912 - Salzburgo, 17 de octubre de 1978) nacido como Ha(n)ns Mayer fue un escritor austríaco, luchador de la resistencia contra el nacionalsocialismo y víctima del mismo. Desde 1955 utilizó el seudónimo de Jean Améry, siendo Améry un anagrama de Mayer y Jean la forma francesa de Hans. Este nombre fue certificado ante notario en 1966. 

## Biografía

### Primeros años en Austria
Améry era hijo de padres judíos, su tía era la soubrette Mila Theren.  La familia Amérys procedía de Hohenems, en Vorarlberg. Su padre, Paul Mayer (1883-1917), murió como soldado de vehículos motorizados de un regimiento de los kaiserjäger tiroleses durante la Primera Guerra Mundial debido a una hernia inguinal estrangulada. La madre Valerie, de soltera Goldschmidt (31 de agosto de 1879; Viena 1 de julio de 1939) se convirtió en la cuidadora esencial de su hijo debido a la temprana muerte de su padre. Améry comenzó la escuela el 1 de septiembre de 1918 en la Escuela Phorus de Viena. Después de que su madre alquilara la "Gasthaus zur Stadt Prag" en Bad Ischl, al pie de la Kalvarienberg, que todavía existe hoy, Améry creció en un ambiente católico en Salzkammergut. En el año escolar 1923/24 ingresó como “estudiante privado” en el instituto de Gmunden. En enero de 1925 dejó la escuela a la edad de doce años sin ninguna calificación. No se sabe nada sobre su futura asistencia a la escuela. 
En septiembre de 1926, él y su madre regresaron a Viena. Después de una escala con su tío Hans May en Berlín en 1929/1930, hizo un aprendizaje como librero en la Buchhandlung und dem Zeitungsbureau Hermann Goldschmid (Librería y Oficina de Periódicos Hermann Goldschmid) bajo la dirección de Leopold Langhammer. Luego trabajó como asistente en la librería de la Volkshochschule ((centro educativo de adultos)) de Leopoldstadt de 1930 a 1938.
Améry puede ser considerado un autodidacta, que también estudió conferencias literarias y filosóficas en la Universidad de Viena como oyente independiente. Conoció a Hermann Broch, Robert Musil y Elias Canetti. Muchas otras figuras literarias leyeron en el centro de educación de adultos de Leopoldstadt durante estos años (Albert Paris Gütersloh, Max Brod, Franz Theodor Csokor, Felix Braun, Erika Mitterer y otros). Améry también estuvo influenciado por el llamado Círculo de Viena con los filósofos Moritz Schlick, Ludwig Wittgenstein, Friedrich Waismann, Otto Neurath y Rudolf Carnap. Los fundadores del positivismo lógico estaban comprometidos con la reforma escolar y el trabajo de educación popular, porque las herramientas de pensamiento que desarrollaron estaban destinadas a contrarrestar el irracionalismo generalizado en el espíritu de la Ilustración. Durante este tiempo, Améry fue editor de la revista literaria Die Brücke junto con Ernst Theodor Mayer, a quien conocía desde la escuela primaria. El primer número apareció el 12 de febrero de 1934. Al mismo tiempo, Améry probablemente participó como transportista de armas en el fallido levantamiento de la Liga de Protección Republicana.
La precaria relación de Améry con el judaísmo se refleja en su salida de la comunidad judía el 5 de diciembre de 1933, a la que se reincorporó el 15 de noviembre de 1937, probablemente a causa de su inminente matrimonio.  Su relación con el judaísmo permaneció dividida ("Si... ser judío significa una posesión cultural, una conexión religiosa, entonces yo no lo era y nunca podré llegar a serlo"). Sin embargo: “Debo ser judío y lo seré, ya sea con religión o sin ella, dentro o fuera de una tradición, ya sea Jean, Hans o Jokanaan). Pero inevitablemente se le atribuyó el hecho de ser judío, se percató de ello a más tardar en 1935, cuando estudió las leyes de Núremberg en un periódico.
El 12 de diciembre de 1937 se casó con la judía Regine Berger (16 de mayo de 1915; probablemente 1944), de Graz, en la comunidad judía de Viena. Ella lo acompañó cuando huyó a Bélgica en 1938.

### Fuga, movimiento de resistencia, encarcelamiento en campos de concentración
Por consejo urgente de un amigo que ya lo había visitado con uniforme nazi, Améry abandonó la ciudad de Viena con su esposa Regine el 31 de diciembre de 1938, en el año del Anschluss de Austria al Reich alemán. Con la ayuda de un contrabandista de personas llegó a la ciudad fronteriza de Kalterherberg pasando por Colonia y de allí a Bélgica. El recién llegado, prácticamente sin dinero, recibió el generoso apoyo del Comité de Ayuda Judío de Amberes. Para sobrevivir, Regine Mayer trabajó como vendedora de sujetadores, Jean Améry trabajó ocasionalmente como transportista de muebles y como profesor en la Ecole Moyenne Juive de Bruxelles. 
Después de la invasión de las tropas alemanas el 10 de mayo de 1940, Améry fue arrestado como “enemigo extranjero” e internado en el campo de Gurs, en el sur de Francia. Mientras tanto, su amiga Maria Eschenauer-Leitner ayudó a Regine Mayer a esconderse. Sufría un defecto cardíaco, fue atendida por las Hijas de la Caridad de San Vicente de Paúl y finalmente murió en su escondite de Bruselas.  En 1941, Améry logró escapar con su compañero de prisión Jacques Sonnenschein. De regreso a Bélgica, se unió a la resistencia contra el nacionalsocialismo y participó en el Österreichische Freiheitsfront (Frente Austriaco de Libertad) que operaba en Bélgica.
El 23 de julio de 1943, Améry fue detenido mientras distribuía folletos antinazis junto con la alemana Marianne Brandt, su entonces compañera, y encarcelado en la sede de la Gestapo de Bruselas, en la prisión de Saint-Gilles (Bruselas). El mismo día fue trasladado al Fuerte de Breendonk /Derloven, donde miembros de las SS lo torturaron: Améry fue azotado y sufrió la garrucha, lo que le dislocó las articulaciones de los hombros.  El 15 de enero de 1944 fue llevado al campo de concentración de Auschwitz y empleado en la fábrica de Buna en junio de 1944. Aquí conoció a Primo Levi. Más tarde se separó de él por diferencias fundamentales en su valoración del sistema de las SS y sus ayudantes. Auschwitz fue evacuado del 17 al 26 de enero porque se acercaba el ejército soviético. Améry fue deportado al campo de concentración de Mittelbau-Dora y luego a Bergen-Belsen. El 15 de abril de 1945, este campo, incluido Améry, fue liberado por las tropas británicas, el 24 de abril de 1945 estaba de regreso en Bruselas.

### Después de 1945
Leopold Langhammer tituló a Améry “profesor y conferenciante” en el otoño de 1945 para protegerlo y permitirle regresar a Austria, Su amigo de la infancia, Ernst Mayer, también quiso convencerlo de que regresara a Austria, pero Améry decidió no hacerlo. Incluso después de recuperar su pasaporte austriaco, se abstuvo de fijar su residencia en Austria, sino que fue para visitas anuales.
Améry vivió en Bruselas después de 1945 y trabajó como periodista cultural para varios periódicos en lengua alemana en Suiza. En ocasiones se negó a permitir que sus textos se publicaran en la República Federal de Alemania. Durante años, Améry sólo pudo ganarse la vida escribiendo “bastante mal”.  La mediación del ensayista de radio del Süddeutscher Rundfunk, Helmut Heißenbüttel, le ayudó más tarde a ganarse la vida de forma tolerable. Ya en 1946, Heinz Kühn le había ofrecido la dirección del departamento „Künstlerisches Wort“ ("Palabra artística") de la Nordwestdeutscher Rundfunk.
Durante la guerra desarrolló en Amberes una relación amistosa con, entre otros, Maria Eschenauer-Leitner (Viena, 20 de marzo de 1911; 2004), quien era católica, hija del funcionario municipal Georg Eschenauer y su esposa María, de soltera, Appel. El 30 de agosto de 1936 se casó con Rudolf Leitner, que era del “credo mosaico” y trabajaba como agente comercial. Ambos emigraron a Bélgica en 1938 y a Nueva York en 1941. Después del arresto de Améry, Maria Eschenauer-Leitner ayudó a la esposa de Améry, Regine Mayer, a esconderse. En Nueva York, Maria Eschenauer-Leitner pudo construirse una existencia segura mientras su marido ya no podía actuar debido a una depresión crónica. En 1948 dejó a su marido por Améry. Se divorció legalmente de Leitner el 25 de enero de 1955 en Viena. Ese mismo año ella y Améry se casaron en Viena-Währing. Maria Améry se convirtió en la “eminencia gris” de su obra. Está enterrada con Jean Améry en el Cementerio Central de Viena.
En 1968, por mediación de Heti Schmitt-Maas, Améry conoció a la germanista austríaca-estadounidense Mary Cox-Kitaj (1924-1997). Esto resultó en un apasionado ménage à trois. En el otoño de 1970, Cox-Kitaj se instaló en Bruselas con sus dos hijos, Kathy y Paul, aparentemente para terminar su tesis. La inicialmente “pasión feliz” resultó en serias tensiones cuando la esposa de Améry fue excluida de la relación en 1973 y él buscó una relación exclusiva con Mary Cox-Kitaj.  Esta lo acompañó en su último viaje de lectura por Alemania. Améry interrumpió este viaje en Marburgo porque añoraba el Salzkammergut. Cox-Kitaj supuestamente lo acompañó hasta la frontera con Austria y él mismo viajó hasta Salzburgo, donde se alojó en el hotel Österreichischer Hof.

### Muerte en Salzburgo

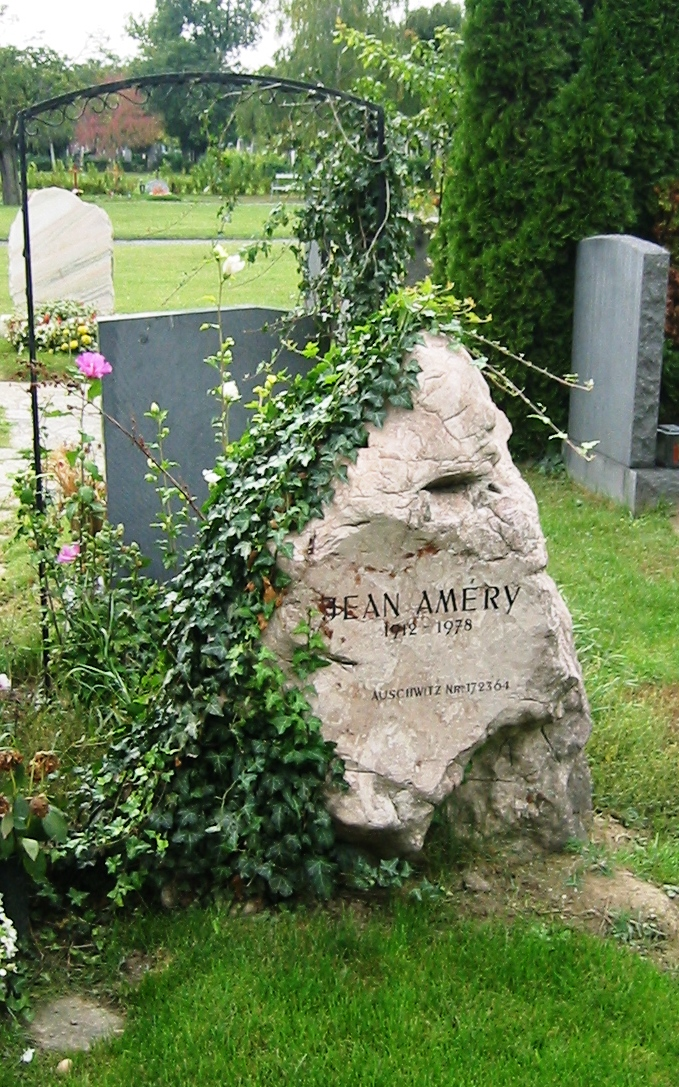
Tumba de honor en el Cementerio Central de Viena, Jean Améry Auschwitz No. 172364

El 20 de febrero de 1974, Améry intentó suicidarse por primera vez en Bruselas. Su amigo Kurt Schindel lo encontró ya en coma, pero fue salvado en la Clínica Saint-Jean. En sus cartas de despedida afirmó que el motivo de su intento de suicidio fue que ya no podía ejercer su profesión de escritor a causa de una enfermedad. 
En 1978, Améry se suicidó con una sobredosis de somníferos en el hotel “Österreichischer Hof” de Salzburgo (actualmente Hotel Sacher Salzburg ). Recibió una tumba honorífica en el Cementerio Central de Viena (grupo 40, númer 132). En su libro publicado dos años antes, Hand an sich legen. Diskurs über den Freitod (Morir por mano propia: un discurso sobre la muerte voluntaria) había escrito sobre el suicidio: „Wer abspringt, ist nicht notwendigerweise dem Wahnsinn verfallen, ist nicht einmal unter allen Umständen ‚gestört‘ oder ‚verstört‘. Der Hang zum Freitod ist keine Krankheit, von der man geheilt werden muß wie von den Masern." „Der Freitod ist ein Privileg des Humanen.“ (“Quienes se apean no necesariamente están locos, ni siquiera están ‘perturbados’ en esas circunstancias. La tendencia al suicidio no es una enfermedad de la que haya que curarse como el sarampión." "El suicidio es un privilegio de lo humano.")
En memoria suya, su viuda fundó el Premio Jean Améry de ensayo en 1982.

## Obra
Los primeros intentos literarios de Améry no se publicaron. En particular, no pudo conseguir que un editor publicara su obra juvenil Die Schiffbrüchigen, a pesar de las amables palabras de Thomas Mann y Robert Musil. Hermann Hakel imprimió al menos un capítulo en el anuario que publicó en 1935. Más tarde, Hakel recordó a Améry con mucha crueldad (“hermano de la niebla impulsado por la naturaleza”, “agresividad sorda”, “inclinación por las afirmaciones doctrinarias”). 
Jean Améry procesó sus experiencias en los campos de concentración nacionalsocialistas en su colección de ensayos Jenseits von Schuld und Sühne (Más allá del crimen y el castigo), obra con la que se dio a conocer en los países de habla alemana con su publicación en 1966 y que es uno de los textos centrales de la literatura del Holocausto en lengua alemana. Al año siguiente se volvió bruscamente contra el intento de Adorno de capitalizar filosóficamente un lenguaje de Auschwitz que estaba "embelesado consigo mismo hasta el punto de cegarse a sí mismo" bajo el título de "negatividad absoluta". Dijo con respecto a Jenseits von Schuld und Sühne "No tengo [claridad] hoy y espero no tenerla nunca. La aclaración equivaldría a la disposición, a la resolución del caso, que luego podrá pasar a los archivos de la historia. Mi libro pretende evitar precisamente esto. Porque nada está puesto, nada está resuelto, ningún recuerdo se ha convertido en mero recuerdo."
En 1969, Améry publicó el ensayo ampliamente aclamado Der ehrbare Antisemitismus (El honorable antisemitismo) en Die Zeit, en el que abordó el continuo odio a los judíos después de 1945 y, en particular, el antisemitismo proyectado sobre Israel en los círculos intelectuales de izquierda. Concluyó: "Si la idea de la culpa judía se construye nuevamente a partir del destino histórico de la cuestión judía o antisemita, que bien puede incluir también la fundación del actual Estado de Israel, entonces la responsabilidad de esto recae en una izquierda que se ha olvidado de sí misma".  Fue uno de los primeros en abordar las “tendencias antisemitas en la izquierda alemana”.  A lo largo de su vida, Améry se consideró parte de la izquierda y trató de reformarla. 
Una obra literaria importante es la novela ensayo Lefeu oder der Abbruch, publicada en 1974, en la que el protagonista Lefeu —un homenaje al amigo de Améry, el pintor Erich Schmid— crea una estética de la decadencia y del decir no. En su último libro publicado en vida, Charles Bovary, Landarzt. Porträt eines einfachen Mannes (Charles Bovary, médico rural. Retrato de un hombre sencillo), Améry abrió la acusación contra Gustave Flaubert, el autor de Madame Bovary, por descuidar el personaje de Charles Bovary en su novela.

## Premios y honores
- 1959: Croix du Prisonnier Politique 1940–1945, concedida por el Reino de Bélgica el 25 de octubre de 1959
- 1970: Premio de la Crítica Alemana
- 1972: Premio de Literatura de la Academia de Bellas Artes de Baviera
- Membresía honoraria del PEN Club austriaco
- 1977: Premio de Periodismo de la Ciudad de Viena
- 29 de marzo de 1977: Premio Lessing del Senado de la Ciudad Libre y Hanseática de Hamburgo
- 1978: Miembro de la Academia Alemana de Lengua y Poesía

## Obras (selección)
Ediciones originales
- Charles Bovary, Landarzt. Porträt eines einfachen Mannes. Klett, Stuttgart 1978.
- Hand an sich legen. Diskurs über den Freitod. Klett, Stuttgart 1976.
- Lefeu oder Der Abbruch. Roman-Essay, Klett, Stuttgart 1974.
- con Iring Fetscher, Ideologie und Motivation. Colloquium, Berlín 1973.
- Unmeisterliche Wanderjahre. Klett, Stuttgart 1971.
- Widersprüche. Klett, Stuttgart 1971.
- con Iring Fetscher y Wolf-Dieter Marsch, Über die Tugend der Urbanität. Klett, Stuttgart 1969.
- Über das Altern. Revolte und Resignation. Klett, Stuttgart 1968.
- Jenseits von Schuld und Sühne. Bewältigungsversuche eines Überwältigten. Essays. Szczesny, Múnich 1966
- Winston p. Churchill. Ein Jahrhundert Zeitgeschichte. Bucher, Lucerna/ Fráncfort del Meno 1965.
- Gerhart Hauptmann. Der ewige Deutsche. Stieglitz, Mühlacker 1963.
- Im Banne des Jazz. Bildnisse grosser Jazz-Musiker. Müller, Rüschlikon-Zúrich 1961.
- Geburt der Gegenwart. Gestalten und Gestaltung der westlichen Zivilisation seit Kriegsende. Walter, Olten/ Freiburgo 1961.
- Teenager-Stars, Idole unserer Zeit. Müller, Rüschlikon-Zúrich 1960.
- Karrieren und Köpfe. Bildnisse berühmter Zeitgenossen. Thomas, Zúrich 1955.

Publicadas póstumamente
- Charles Bovary, Landarzt. Porträt eines einfachen Mannes. Klett, Stuttgart 1978.
- Hand an sich legen. Diskurs über den Freitod. Klett, Stuttgart 1976.
- Lefeu oder Der Abbruch. Roman-Essay, Klett, Stuttgart 1974.
- mit Iring Fetscher: Ideologie und Motivation. Colloquium, Berlin 1973.
- Unmeisterliche Wanderjahre. Klett, Stuttgart 1971.
- Widersprüche. Klett, Stuttgart 1971.
- mit Friedrich Heer und Wolf-Dieter Marsch: Über die Tugend der Urbanität. Klett, Stuttgart 1969.
- Über das Altern. Revolte und Resignation. Klett, Stuttgart 1968.
- Jenseits von Schuld und Sühne. Bewältigungsversuche eines Überwältigten. Essays. Szczesny, Múnich 1966
- Winston p. Churchill. Ein Jahrhundert Zeitgeschichte. Bucher, Lucerna/ Fráncfort del Meno 1965.
- Gerhart Hauptmann. Der ewige Deutsche. Stieglitz, Mühlacker 1963.
- Im Banne des Jazz. Bildnisse grosser Jazz-Musiker. Müller, Rüschlikon-Zúrich 1961.
- Geburt der Gegenwart. Gestalten und Gestaltung der westlichen Zivilisation seit Kriegsende. Walter, Olten/ Freiburg 1961.
- Teenager-Stars, Idole unserer Zeit. Müller, Rüschlikon-Zúrich 1960.
- Karrieren und Köpfe. Bildnisse berühmter Zeitgenossen. Thomas, Zúrich 1955.